# شهرداری لیوانی
شهرداری لیوانی (به لاتین: Līvāni Municipality) یک شهرداری در لتونی است. شهرداری لیوانی ۱۴٬۲۹۲ نفر جمعیت دارد.